# Burg Helfenstein (Geislingen an der Steige)
Die Burg Helfenstein ist die Ruine einer Spornburg oberhalb der Stadt Geislingen an der Steige im baden-württembergischen Landkreis Göppingen.

## Geografische Lage
Der felsige 610 m ü. NN hohe Bergsporn bot ausreichende Wohnfläche und Sicherheit. Zudem konnte von dort aus der Verkehr durch das Filstal zur Albhochfläche kontrolliert werden.

## Geschichte

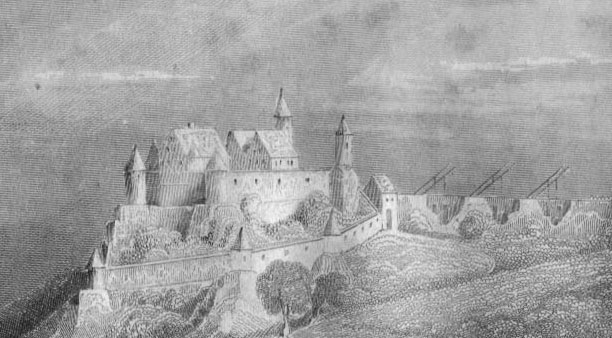
Die Burg nach einer Zeichnung von Eduard Mauch »Helfenstein und die befestigte Stadt Geislingen« 1840 (Ausschnitt)

Die schriftlichen Quellen legen den Schluss nahe, dass ein Adeliger Eberhard von Helfenstein Anfang des 12. Jahrhunderts die Burg errichtet hat. Nach einem Mauereinbruch Weihnachten 2022 wurde aber bei einer Begehung Keramik des frühen 11. Jahrhunderts gefunden.
Die Burg war Stammsitz der Grafen von Helfenstein, die aus der Gegend stammten und in Verbindung mit den Stauferkaisern Bedeutung erlangten. Nach der Entstehung von Territorialherrschaften besaßen sie gegen Mitte des 14. Jahrhunderts ein weitgehend zusammenhängendes Gebiet um die Städte Geislingen, Heidenheim, Blaubeuren und Wiesensteig.
1382 fiel die Burg als Pfand an die Reichsstadt Ulm, die sie im Jahr 1396 gänzlich kaufte. In Anpassung an die Entwicklung der Feuerwaffen wurde die Anlage anschließend erweitert und zu einer Festung ausgebaut. Auf dem Bergrücken in Richtung Weiler wurde ein Bollwerk errichtet. Um die alte Burganlage baute man Zwingermauern mit Rondellen. Außerdem wurde die Geländeterrasse des „Unteren Wiesle“ und der felsige Vorsprung des Ödenturms in die Verteidigungsanlage miteinbezogen. Die Vorderburg um die beiden Felsen war Sitz des Burgvogts und wurde zu einer Festung gegen schweren Artilleriebeschuss ausgebaut. Kernstück war der alles überragende „Darliß“ als Geschützturm. Im westlichen Teil der Burganlage wurde der gräfliche Wohnbau (Palas) zu einem bequemen Haus für den Vogt umgebaut.
Im Zweiten Markgrafenkrieg fiel die Burg in der Karwoche des Jahres 1552 ohne Belagerung in die Hände des Markgrafen von Ansbach, Albrecht Alcibiades von Brandenburg-Kulmbach. Den Ulmern gelang es jedoch noch im August des gleichen Jahres, die feindliche Besatzung nach mehrtägigem Beschuss – hauptsächlich mit schweren Steinkugeln – zur Rückgabe der Anlage zu zwingen. Nach der Rückeroberung schleiften die Ulmer ihre eigene Festung.

## Beschreibung

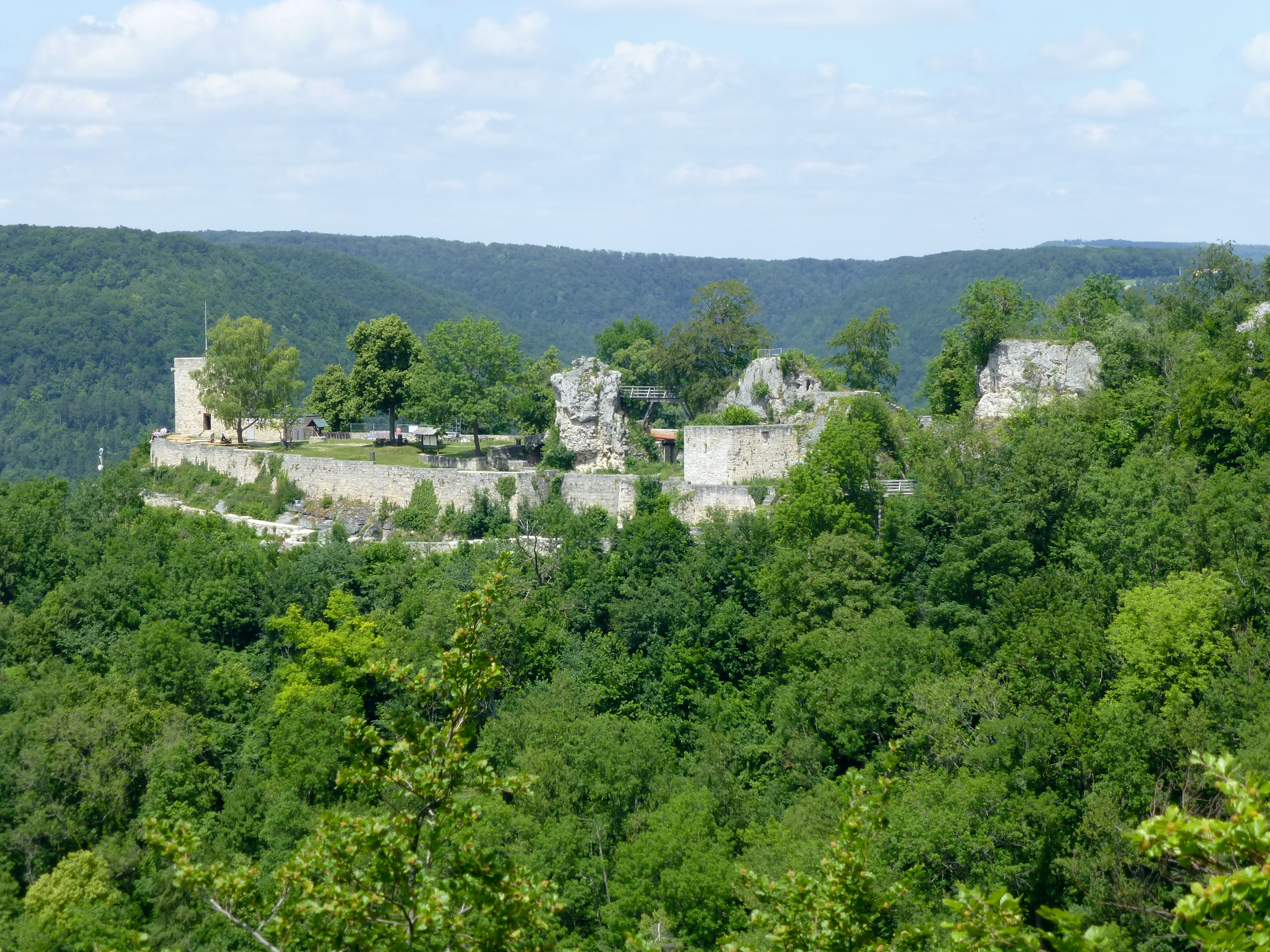
Burgruine Helfenstein

Insgesamt sind von der früheren Burg noch Reste der Befestigungsmauern und einiger Gebäude erhalten, die in Teilen restauriert wurden. Im unteren und oberen Burghof befinden sich jeweils Zisternen.
Innerhalb der Mantelmauer der Kernfestung ist heute auf einem Felsen ein Aussichtspunkt eingerichtet, der vom oberen Burghof über Treppen und eine Holzbrücke erreichbar ist. In der Wand eines früheren Torhauses der Hauptburg sind ein Steinrelief mit dem Wappen der Helfensteiner sowie eine Gedenktafel eingelassen, die an die Ehe des Grafen Ulrich V. von Helfenstein mit der Herzogin Marija Kotromanic von Bosnien erinnert, die von 1356 bis 1396 auf der Burg lebte.
Am Standort des früheren Palas steht heute ein rund neun Meter hoher rechteckiger Aussichtsturm mit einer ostseitig angebauten Burgschenke. Von hier bietet sich ein sehr guter Blick auf Geislingen an der Steige und die umliegenden Höhenzüge der Schwäbischen Alb.

## Zugang zur Burg
Die Burganlage ist von einem unterhalb von Weiler an der Kreisstraße K 1441 gelegenen Parkplatz aus über einen Wirtschaftsweg und eine neuere Stahlbrücke, die an der Nordostecke der Burg errichtet wurde, barrierefrei erreichbar. Weitere Zugänge sind über Fußwege an der Westseite und über die alte Holzbrücke an der Südostecke der Anlage.

## Forschungsgeschichte
1796 verfasste Georg Veesenmeyer eine erste Geschichte der Burg Helfenstein. Der Burgplatz war nach der Zerstörung bewaldet. Erste archäologische Untersuchungen führte 1922 Konrad A. Koch durch. 1932 bis 1938 wurden durch Grabungen unter der Leitung des Heimatforschers Georg Burkhardt Grundmauern freigelegt. Die Grabungen sind nur lückenhaft dokumentiert. Funde von den Ausgrabungen sind im Museum im Alten Bau in Geislingen zu sehen. Die an die Grabung anschließende Rekonstruktion folgte weitgehend einem romantisierten Geschichtsbild. Textliche Aufzeichnungen aus der Zeit um 1550 über die Gebäude und das Inventar der Burg erleichterten die Deutung der ausgegrabenen Reste.

## Weiteres
Von 1983 bis 2012 fand auf der Burg jährlich das Helfensteinfestival, eine Musikveranstaltung (Genre Rock/Punk) statt. Die Ruine ist seit 1997 eine bedeutende Sehenswürdigkeit an der Straße der Staufer.